# 209 км (зупинний пункт)
209 кіломе́тр — пасажирський залізничний зупинний пункт Полтавської дирекції Південної залізниці на електрифікованій лінії Ромодан — Полтава-Південна між станціями Ромодан (2 км) та Кибинці (12 км). Розташований за східною околицею Ромодана та кількасот метрів від села Конюшеве Миргородського району Полтавської області

## Пасажирське сполучення
На платформі 209 км зупиняються приміські електропоїзди сполученням Гребінка — Ромодан — Полтава.